# Битва при Фюрне (1297)
Битва при Фюрне (Bataille de Furnes) произошла 20 августа 1297 года между войсками Франции (командующий Роберт II д’Артуа) и Фландрии. Первое крупное сражение Фландрской войны 1297—1305 гг.
В начале 1290-х гг. в графстве Фландрия возвысилась группа «лелиаров» (Léliarts) — сторонников французского короля (от fleur de lys — лилия, цветок королевского герба), в которую входили представители дворянства и купечества. Лелиарам противостояли ремесленники — клауверты (Clauwerts), верные графу.
Чтобы упрочить свою власть, граф Ги де Дампьер в 1294 году заключил союз с английским королём Эдуардом I. Этот союз должна была скрепить женитьба графской дочери Филиппины и принца Уэльского.
Французский король Филипп Красивый хитростью заманил Ги де Дампьера и Филиппину в Париж и приказал заключить под стражу. За графа вступился папа римский, и его отпустили, а дочь осталась в качестве заложницы.
В ответ на эти события английский король прибыл в Куртре (22 ноября 1296 года). 25 декабря в Граммоне собрался совет, в котором приняли участие Ги де Дампьер, Эдуард I Английский, германский император Адольф Нассауский, австрийский герцог Альбрехт I, граф Генрих III Барский, герцог Жан II де Брабант, граф Юлиха Вальрам, граф Голландии Жан I.
Чувствуя такую мощную поддержку, Ги де Дампьер объявил Филиппу Красивому, что отныне не считает его сюзереном. В ответ тот объявил о конфискации графства Фландрия и его включении в состав королевского домена. При этом Филипп заручился поддержкой графа Эно Жана I д’Авена.
В июне 1297 года королевская армия вторглась в Фландрию и осадила Лилль (23 июня). Ги де Дампьер не решился дать сражения и стал ожидать помощи от союзников. Один из них, Генрих III Барский, вторгся в Шампань, но был разбит Гоше V де Шатильоном при Луппи-сюр-Луазон.
На помощь Фландрии прибыли Вальрам Юлихский, Жан Гаврский, граф Тьерри VII Клевский и отряд немецких наёмников под командованием Вильгельма Юлихского — племянника Вальрама.
Узнав об этом, Филипп Красивый послал им навстречу войско под началом Роберта II д’Артуа, а сам остался возле осаждённого Лилля.
Битва состоялась 20 августа возле города Фюрн. О том, как она проходила, известно немногое. Победу одержали французы, Вальрам Юлихский и Жан Гаврский погибли, Вильгельм Юлихский попал в плен. По одной из версий, в решающий момент сражения бальи Фюрна Бодуэн Рейфин (Balduin Reyfin), командовавший городским отрядом, вместе со своими людьми перешёл на сторону противника, и они ударили в спину солдатам Вильгельма Юлихского.
С французской стороны получил смертельное ранение старший сын Роберта II д’Артуа Филипп. Таким образом наследницей графства стала Маго д’Артуа — одна из героинь романов Дрюона.
Жители осаждённого Лилля после нескольких дней переговоров сдались королю (1 сентября). Их примеру последовали Дуэ и Куртре, а затем и Брюгге. Под властью графа из крупных городов остались только Гент и Ипр. С помощью двухтысячного отряда, присланного английским королём, Ги де Дампьер отвоевал Дамме (Бельгия), разгромив и перебив его французский гарнизон (400 человек). После этого начались переговоры, которые закончились подписанием перемирия.